# Ibson Pereira de Melo
Ibson Pereira de Melo, noto anche con lo pseudonimo di Ibson (Recife, 8 ottobre 1989), è un calciatore brasiliano, attaccante del CSE.

## Caratteristiche tecniche
È un'ala sinistra.